# Mons Calpe Sports Club
Maillots
Le Mons Calpe Sports Club est un club de football base à Gibraltar. Fondé en 2013, il évolue en première division gibraltarienne.

## Histoire
Fondé en 2013, le club démarre en deuxième division gibraltarienne à l'occasion de la saison 2013-2014. Au terme de sa première saison le club termine à la deuxième place et gagne le droit de disputer un barrage de promotion contre le St Joseph's FC, s'inclinant cependant sur le score de deux buts à zéro.
Après une saison 2014-2015 délicate le voyant terminer à la 8e place, le club est promu en première division la saison suivante à la suite d'une nouvelle deuxième place, et cette fois-ci d'une victoire au barrage de promotion face à Britannia XI sur le score de deux buts à un, lui permettant d'accéder à la première division pour la première fois à l'occasion de la saison 2016-2017.
Mons Calpe atteint la finale de la Coupe de Gibraltar pour la première fois de son histoire lors de la saison 2017-2018.
Ce club est actuellement le dernier club au classement des coefficients UEFA.

## Bilan sportif

### Palmarès
- Coupe de Gibraltar (0)
  - Finaliste en 2018
- Second Division (0)
  - Vice-champion en 2014 et 2016.

### Bilan par saison
| Saison    | Championnat | Championnat | Championnat | Championnat | Championnat | Championnat | Championnat | Championnat | Championnat | Championnat | Coupe de Gibraltar |
| Saison    | Division    | Pos         | Pts         | J           | V           | N           | D           | BP          | BC          | Diff        | Coupe de Gibraltar |
| --------- | ----------- | ----------- | ----------- | ----------- | ----------- | ----------- | ----------- | ----------- | ----------- | ----------- | ------------------ |
| 2013-2014 | 2e          | 2e          | 42          | 22          | 13          | 3           | 6           | 50          | 29          | +21         | Tour préliminaire  |
| 2014-2015 | 2e          | 8e          | 33          | 26          | 10          | 3           | 13          | 62          | 63          | -1          | Premier tour       |
| 2015-2016 | 2e          | 2e          | 53          | 22          | 17          | 2           | 3           | 82          | 12          | +70         | Deuxième tour      |
| 2016-2017 | 1re         | 5e          | 42          | 27          | 13          | 3           | 11          | 44          | 35          | +9          | Deuxième tour      |
| 2017-2018 | 1re         | 5e          | 44          | 27          | 14          | 2           | 11          | 48          | 35          | +13         | Finale             |
| 2018-2019 | 1re         | 4e          | 49          | 27          | 15          | 4           | 8           | 63          | 29          | +34         | Demi-finales       |
| 2019-2020 | 1re         | 7e          | 33          | 18          | 10          | 5           | 3           | 49          | 29          | +20         | Demi-finales       |
| 2020-2021 | 1re         | 4e          | 32          | 20          | 10          | 2           | 8           | 36          | 35          | +1          | Quarts de finale   |

1. ↑  La saison 2019-2020 est arrêtée de manière anticipée en raison de la pandémie de Covid-19. De ce fait, aucun vainqueur n'est désigné en championnat tandis que la coupe est arrêtée au stade des demi-finales.

Légende
- Vainqueur de la compétition
- Vice-champion ou finaliste de la compétition
- Troisième de la compétition
- Promu en division supérieure
- Relégué en division inférieure

### Bilan européen
Note : dans les résultats ci-dessous, le score du club est toujours donné en premier
| Saison    | Compétition             | Tour           | Club            | Domicile | Extérieur | Total |
| --------- | ----------------------- | -------------- | --------------- | -------- | --------- | ----- |
| 2021-2022 | Ligue Europa Conférence | Premier tour Q | FC Santa Coloma | 1 - 1    | 0 - 4     | 1 - 5 |

Légende
- Victoire ou qualification pour le tour suivant
- Match nul
- Défaite ou élimination de la compétition